# Aruna Abrams
Aruna Beth Abrams (* 16. Januar 1975) ist eine US-amerikanische Singer-Songwriterin und Keyboard-Spielerin. Unter ihrem Künstlernamen Aruna ist sie bekannt als Vocalist mehrerer Trance-Hits.

## Leben
Aruna wuchs in New Jersey auf und spielte seit ihrer frühen Kindheit Klavier. Sie studierte am Berklee College of Music Musiksynthese und Filmmusik. Nach dem zweiten Studienjahr machte sie eine zweijährige Unterbrechung um nach Miami zu ziehen. Dort spielte sie in der Band Portal, die sich 1994 aus den verbliebenen Mitgliedern der Death-Metal-Band Cynic bildete, nachdem sich diese auflöste. Aruna war als Sängerin und Keyboard-Spielerin aktiv. Nachdem sich auch Portal im Jahr 1996 aufgelöst hatte, beendete sie ihr Studium und zog danach nach Los Angeles, wo sie auch heute noch lebt.
Ihr Song „Break You Open“ gewann den ersten Preis an der USA Songwriting Competition in der Kategorie Pop und schlug dabei 30.000 andere Eingaben. Im Jahr 2004 veröffentlichte sie ihr Debütalbum Running Red Lights.
Eine ihrer erfolgreichsten Produktionen war ihr Song „I Got Nerve“, den sie zusammen mit zwei weiteren Songwritern schrieb. Der Song wurde von Hannah Montana aufgenommen und wurde im Oktober 2006 auf dem Hannah Montana Soundtrack veröffentlicht, der in zwei Monaten über 2 Mio. Mal verkauft wurde und in den Billboard Top 200 auf Platz 1 einstieg. Der Song I Got Nerve kam in den Billboard Hot 100 auf Platz 67.
Zur elektronischen Tanzmusik kam Aruna 2007 mit der Hit-Single „Waiting Here For You“, einer Kollaboration mit The Thrillseekers. Die Single erreichte Platz 5 in den niederländischen Dance-Charts. Seither hat Aruna mit mehreren Trance-Künstlern zusammengearbeitet, unter anderem mit DJ Shah, ATB und Cosmic Gate, und mehr als zehn Club-Hits mitproduziert.
Nachdem sie mit dem ungarischen Trance-Duo Márió Égető und Előd Császár (besser bekannt als Myon & Shane 54) 2009 bereits die Single „Helpless“ produziert hatte, veröffentlichte das Trio 2010 die Single „Safe (Wherever You Are)“ unter dem Pseudonym Velvetine. Am 22. Oktober 2010 erschien ihre Debütsingle „Let Go“.

## Diskografie

### EP
- 2001: Broken Circles

### Alben
- 2004: Running Red Lights

### Singles
- 2007: The Thrillseekers feat. Aruna – Waiting Here for You
- 2008: Double Agents feat. Aruna – Electrified
- 2008: Ronski Speed feat. Aruna – All the Way
- 2008: DJ Shah feat. Aruna – Now or Never
- 2008: George Acosta feat. Aruna – Fallin’ Backwards
- 2009: ATB feat. Aruna – My Saving Grace
- 2009: Filo & Peri feat. Aruna – Ashley
- 2009: Myon & Shane 54 feat. Aruna – Helpless
- 2009: Cosmic Gate feat. Aruna – Under Your Spell
- 2010: Mike Shiver & Aruna – Everywhere You Are
- 2010: Velvetine – Safe (Wherever You Are)
- 2010: Aruna with Mark Eteson – Let Go
- 2011: Cosmic Gate & Myon & Shane 54 feat. Aruna – All Around You
- 2011: Cosmic Gate feat. Aruna – Free Falling (Barra)
- 2012: Ferry Corsten feat. Aruna – Live Forever
- 2012: Myon & Shane 54 feat. Aruna pres. Velvetine – Great Divide
- 2012: Markus Schulz feat Aruna – Sing Me Back to Life
- 2012: Save the Day
- 2013: Myon & Shane 54 with Aruna – Lights
- 2013: Armin van Buuren feat. Aruna – Won’t Let You Go
- 2013: Reason to Believe
- 2013: Conjure One feat. Aruna – Still Holding On
- 2014: Start a Fire
- 2014: Aly & Fila feat. Aruna – The Other Shore
- 2015: The End
- 2016: Mr FijiWiji, Direct & Aruna - Time to Say Goodbye
- 2016: Aruna & Rameses B - Ready To Go (feat. KINGDØMS)
- 2016: Aruna - What If/Sunrise